# Mikael VII Ducas
 Mikael VII Ducas av Bysans (grekiska: Μιχαήλ Ζ΄ Δούκας), född 1050, död 1090, var kejsare i Östromerska/ Bysantinska riket mellan år 1067 och 1078.